# ZIL-MMZ-4505
Der ZIL-MMZ-4505 (russisch ЗИЛ-ММЗ-4505) ist ein Baukipper des sowjetischen und später russischen Herstellers Mytischtschinski Maschinostroitelny Sawod (kurz MMZ) in Mytischtschi. Er nutzt das Fahrgestell des ZIL-130 und war der Nachfolger des bereits seit 1964 gebauten ZIL-MMZ-555. Die Serienproduktion begann 1987 und endete bereits wieder Anfang 1995, weil das Sawod imeni Lichatschowa 1994 die Fertigung des ZIL-130 aufgab und damit keine Fahrgestelle mehr geliefert wurden.

## Fahrzeuggeschichte

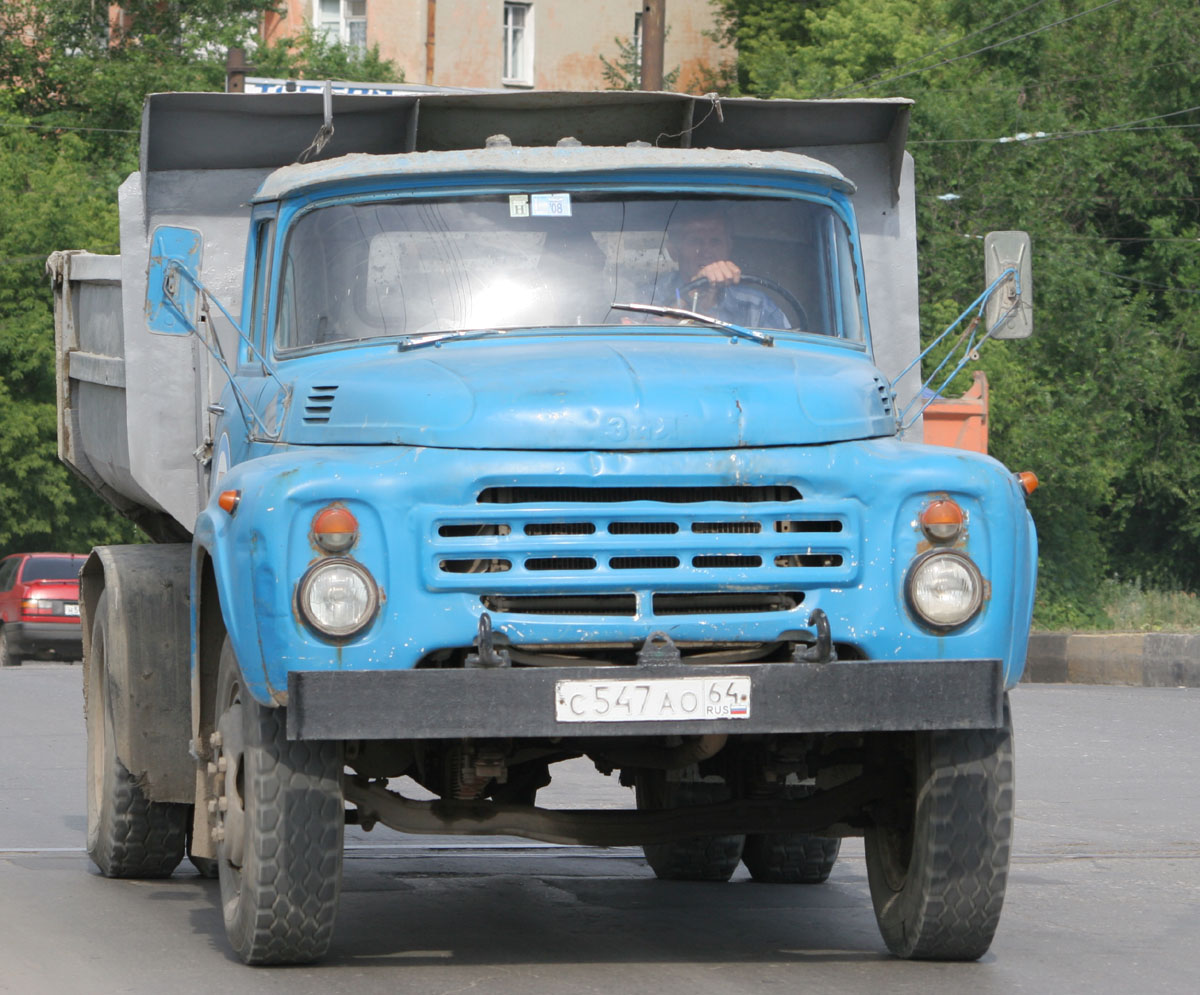
ZIL-MMZ-4505 in Saratow (2007)

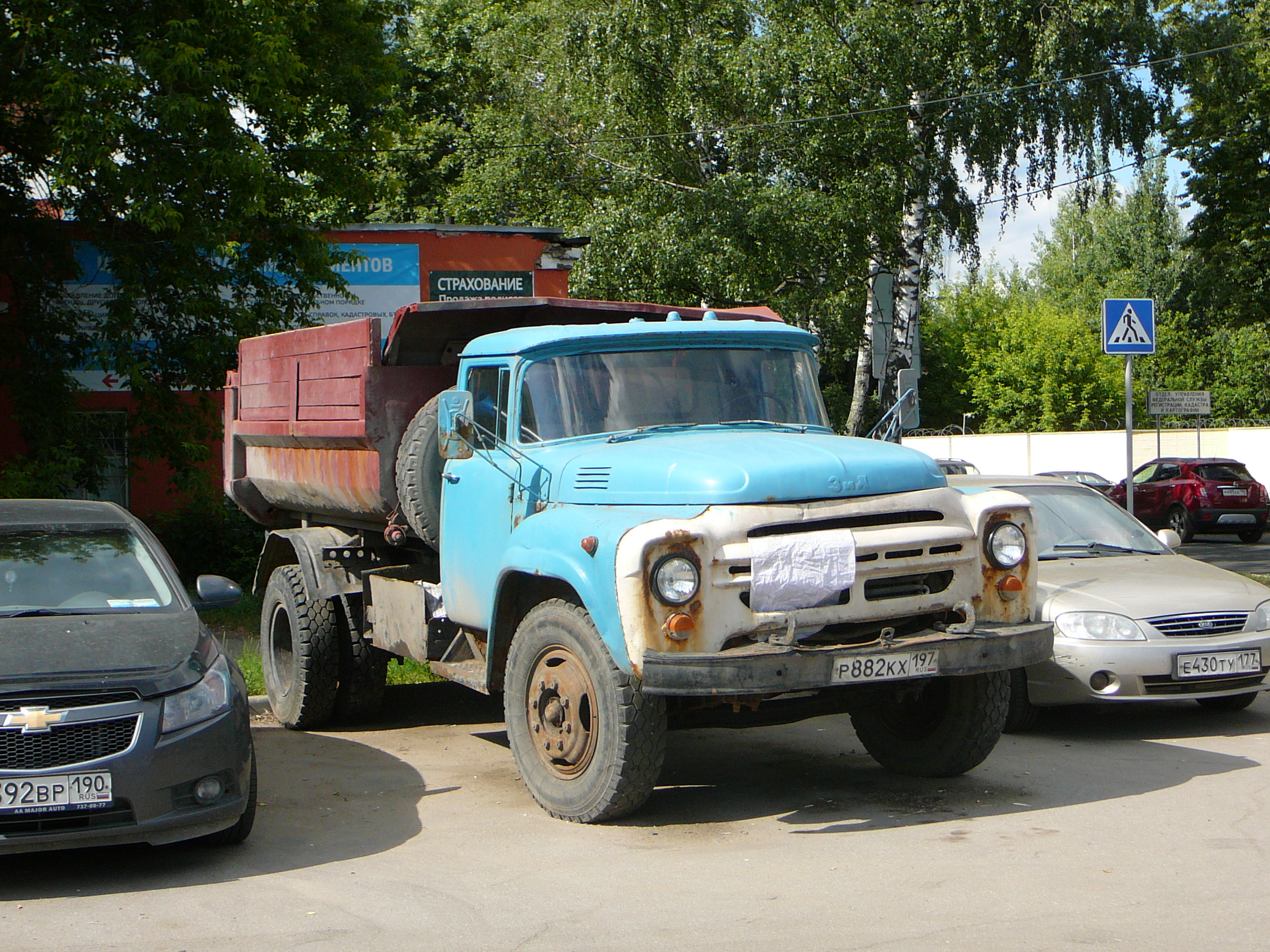
ZIL-MMZ-4505 mit zusätzlichen Aufsatzbrettern in Krasnogorsk (2013)

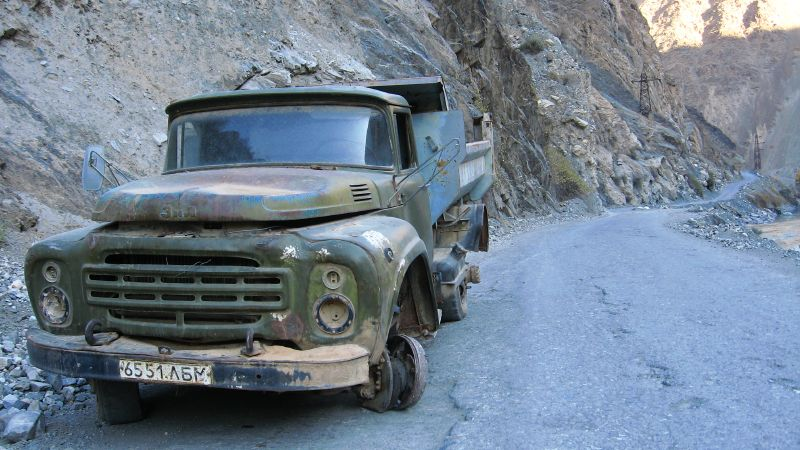
Defekter ZIL-MMZ-4505 nahe Aini, Tadschikistan (2006)

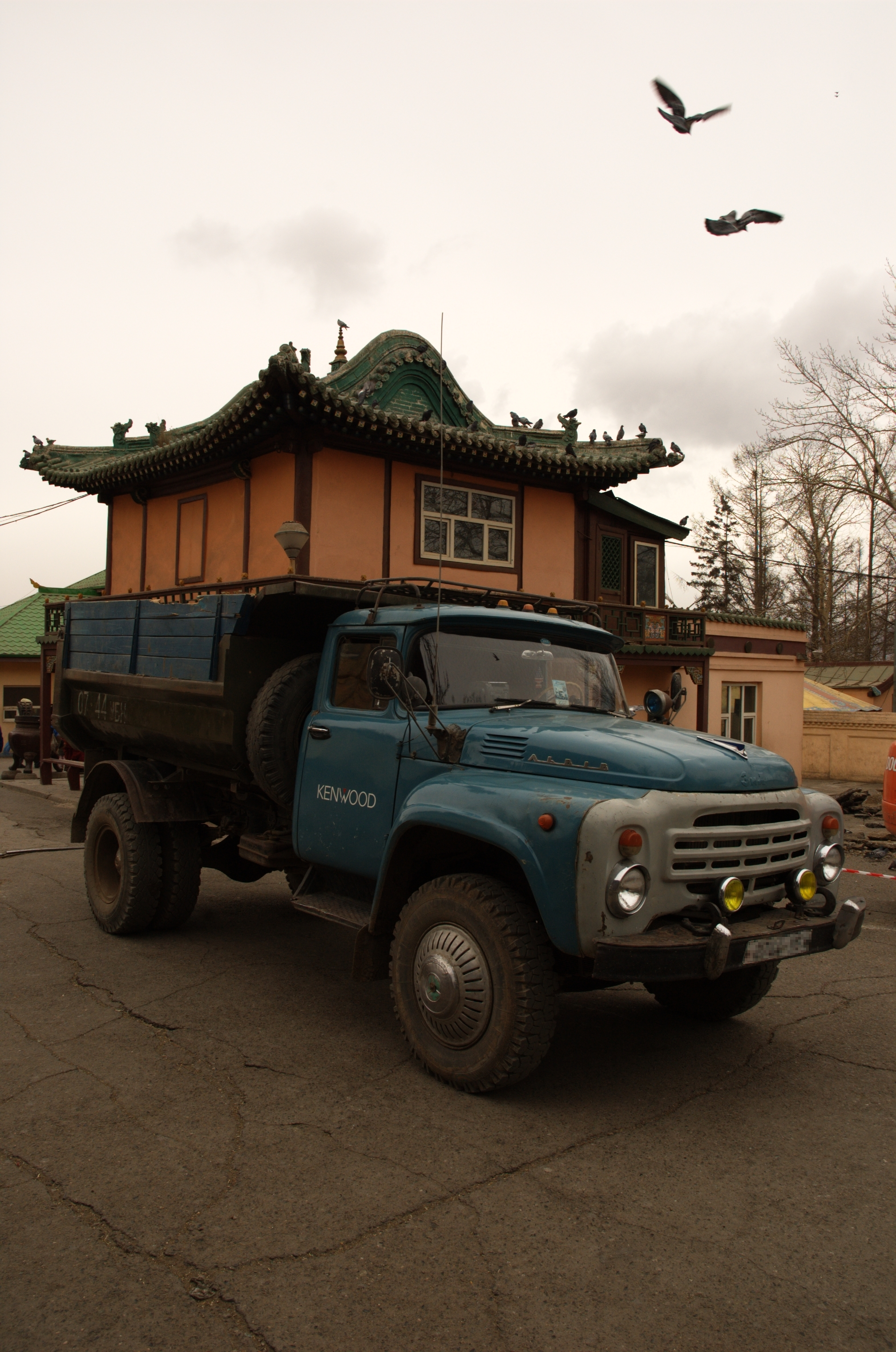
ZIL-MMZ-4505 in Ulan-Bator (2008)

Das Mytischtschinski Maschinostroitelny Sawod (ins Deutsche übersetzt Mytischtschiner Maschinenbauwerk) begann 1947 mit der Fertigung von Kippern, ab 1964 wurden Fahrzeuge auf Basis des ZIL-130 gebaut. Ab den 1970er-Jahren wurde die Modellpalette erweitert, in den 1980er-Jahren wurde ein neuer Kippmuldentyp für die Baukipper entworfen. Auf diese Weise sollten sowohl Nutzlast als auch Ladevolumen steigen. Der Prototypenbau und die Erprobungen begannen bereits 1983, aus Mangel an Fertigungskapazitäten konnte die Serienfertigung aber erst 1987 aufgenommen werden.
Zwischenzeitlich war gemäß neuerer sowjetischer Normung der ZIL-130 in ZIL-431410 umbenannt worden, was am Fahrzeug selbst jedoch nur minimale technische Änderungen nach sich zog. Das Fahrgestell, welches der ZIL-MMZ-4505 als Unterbau nutzt trägt die Bezeichnung ZIL-4957.
Der Lastwagen wurde für eine Nutzlast von 6000 kg ausgelegt, 1500 kg mehr als beim Vorgänger. Mit diesem baugleich sind der komplette Antriebsstrang und die Fahrerkabine. Das Chassis hat, für sowjetische Kipper eher untypisch, keinen dem Standardlastwagen gegenüber gekürzten Rahmen, der Radstand beträgt wie beim Pritschenwagen 3800 mm. MMZ ergänzte die komplette Hydraulikanlage und deren Steuerung sowie den Hilfsrahmen und die darauf befestigte Kippmulde. Letztere ist nicht mehr halb oval geformt wie beim ZIL-MMZ-555, sondern aus geraden Blechen gefertigt und hat einen glatten Boden. Das Ladevolumen der Mulde ist mit 3,8 m³ relativ gering, da der Lkw für Baustellen und damit schwere Schüttgüter wie Sand ausgelegt war. Die Nutzlast von sechs Tonnen wird auf allen Straßen erreicht, auch auf unbefestigten. Damit zählte er in der Sowjetunion der 1980er-Jahre zu den mittelschweren Baukippern.
ZIL stellte zum 30. Dezember 1994 die Produktion des ZIL-130 bzw. des ZIL-431410 ein, bei MMZ wurden noch bis 1995 Fahrzeuge montiert. Der Pritschenwagen wurde anschließend noch bis 2010/11 im Uralski Awtomotorny Sawod (kurz UAmZ) gebaut, wobei die Kabine des ZIL-131 verwendet wurde. Es existieren auch Aufnahmen von Kippern mit der Mulde des ZIL-MMZ-4505 und Fahrgestellen von UAmZ. Bei MMZ wurden ab 1995 Kipper wie der ZIL-MMZ-4508 mit dem gleichen Aufbau auf neueren Chassis von ZIL produziert.

## Modellvarianten
Vom ZIL-MMZ-4505 gab es mindestens sechs unterschiedliche Ausführungen.
- ZIL-MMZ-4505 – Grundversion, gebaut von 1987 bis 1995.
- ZIL-MMZ-450501 – Version für besonders nördliche Gebiete, betriebsfähig bei Temperaturen bis −60 °C. Gebaut von 1987 bis 1990.
- ZIL-MMZ-450506 – Exportversion für Länder mit gemäßigtem Klima.
- ZIL-MMZ-450507 – Exportvariante für Gebiete mit tropischem Klima.
- ZIL-MMZ-45053 – Version für den Betrieb mit Flüssigerdgas, gebaut von 1987 bis 1994.
- ZIL-MMZ-45054 – Bereits 1983 entwickelte und 1987 bis 1988 in Serie gefertigtes Modell mit Erdgasantrieb. Anders als beim ZIL-MMZ-45053 wird das Gas nicht verflüssigt. Mit 400 l Erdgas in acht Tanks hat der Lkw eine Reichweite von 200 km.

## Technische Daten
Für die Serienfahrzeuge vom Typ ZIL-MMZ-4505, der Grundversion.
- Motor: Viertakt-V8-Ottomotor, wassergekühlt
- Motortyp: „ZIL-508.10“
- Leistung: 150 PS (110 kW) bei 3200 min−1
- Ventilsteuerung: hängende Ventile
- Gemischaufbereitung: Vergaser, Typ K-90
- Hubraum: 5966 cm³
- Bohrung: 100,0 mm
- Hub: 95,0 mm
- maximales Drehmoment: 402 Nm
- Zündfolge 1–5–4–2–6–3–7–8
- Treibstoff: Benzin, mindestens 76 Oktan
- Tankinhalt: 170 l
- Treibstoffverbrauch bei 60 km/h: 28,3 l/100 km
- Treibstoffverbrauch bei 80 km/h: 35,9 l/100 km
- Kupplung: Einscheiben-Trockenkupplung
- Getriebe: mechanisches Fünfganggetriebe mit Rückwärtsgang, teilsynchronisiert
- Höchstgeschwindigkeit: 90 km/h
- Bordspannung: 12 V
- Antriebsformel: 4×2

Abmessungen und Gewichte
- Länge: 6990 mm
- Breite: 2500 mm
- Höhe: 2525 mm
- größte Höhe bei gekippter Mulde: 4500 mm
- Radstand: 3800 mm
- Spurweite vorne: 1800 mm
- Spurweite hinten: 1825 mm (Doppelbereifung)
- Ladevolumen: 3,8 m³
- Abmessungen Kippmulde (innen, L×B×H): 2990 × 2270 × 580 mm
- Höhe des Bodens der Kippmulde: 1330 mm
- maximaler Kippwinkel: 50°
- Zeit bis zum Erreichen des größten Kippwinkels: 15 s
- Bodenfreiheit: 220 mm
- Reifengröße: 9,00R20″
- Leergewicht: 4820 kg
- Zuladung: 6100 kg (Mulde) + 225 kg (im Fahrerhaus)
- zulässiges Gesamtgewicht: 11.145 kg
- Achslast vorne: 2945 kg
- Achslast hinten: 8200 kg